# 蓋亞在線
蓋亞在線（Gaia Online）是一個英語的日本動畫論壇，成立於2003年2月18日。 2004年由go-gaia改名為GaiaOnline。 最初只有一些動漫的超鏈接，并逐漸慢慢發展成出社群， 後來由創始人Derek Liu（用戶名“Lanzer”）提議，轉向社交遊戲發展， 最終才形成論壇式網站。 現已有超過一百萬帖子， 每月有七百萬獨立用戶瀏覽， 註冊用戶數達到二千六百萬。2007年獲得Webware 100社區類獎。

## 經濟
蓋亞在線使用的虛擬貨幣稱為“Gaia Gold”，通常簡稱gold。用戶可以通過瀏覽、發帖、玩遊戲和參與社群活動來獲得這種貨幣。通過Daily Chance，用戶每天也可以得到不定量gold。
2007年7月蓋亞在線發佈了另一種貨幣，即Gaia Cash，此貨幣可以用現實的貨幣來購買，即1美元等於100Gaia cash。在來愛德、沃爾瑪、Target、7-11、Speedway SuperAmerica、Blockbuster LLC和GameStop的商店都可以買到Gaia cash卡。此卡分作10美元和25美元兩種。2010年6月21日，7-11停止出售10美元卡。 此外通過手機支付或登陸蓋亞論壇等其他方式也可以購買這種卡。 2010年9月13日，蓋亞在線引入AutoCash以提供Gaia Cash定期充值服務。

## 外部連結
- Gaia Online （页面存档备份，存于）